# Armand Mestral
Pour les articles homonymes, voir Mestral.
Armand Mestral, né Armand Serge Zelikson le 25 novembre 1917 dans le 6e arrondissement de Paris et mort le 17 septembre 2000 dans le 14e arrondissement de Paris, est un acteur et un chanteur français.

## Biographie
Armand Mestral, né d'un père russe sculpteur, Chlioma Zelikson, et d'une mère dessinatrice, Alice Eugénie Mestrallet, est par cette dernière le demi-frère d'Irénée Rochard. Il débute comme chanteur lyrique (il est doté d’une belle voix de basse), à l’église Saint-Roch de Paris. Il est engagé au théâtre de la Gaîté-Lyrique puis bifurque vers la musique légère en faisant du cabaret et de la scène. On le voit notamment dans des opérettes comme Le Pays du sourire (de Franz Lehár), Colorado et Chanson gitane (de Maurice Yvain) où il est remarqué pour son interprétation de Jalousie et est également chanteur d'opéra, connu pour sa lente et puissante voix de basse. Toujours dans la chanson, il enregistre plusieurs disques et ce sont ses versions françaises de Jézabel (Jezebel) et de Mississippi (Ol’ Man River) qui figureront parmi ses plus grands succès (Le Chant des partisans, L'Internationale). En 1954, il participe en vedette de la chanson, aux concerts de Jo Darlays, à la Bourse du Travail de Lyon, dont les organisateurs sont Le Secours Mutuel, le Réseau Aliance et les réseaux de Résistance, l'Arbre de Noël de la Municipalité.
Il participe à la Résistance en faisant passer des messages dans La France socialiste, journal collaborationniste.
Il débute au cinéma après la Seconde Guerre mondiale, d’abord abonné aux rôles de garçons de mauvaise vie. On retiendra ses prestations dans Gervaise de René Clément (1956), Mandrin, bandit gentilhomme de Jean-Paul Le Chanois (1962), La Bande à Bonnot de Philippe Fourastié et Mon oncle Benjamin d’Édouard Molinaro en 1969 ainsi que dans le diptyque d'Alexandre Arcady : Le Grand Pardon (1982) - Le Grand Pardon 2 (1992). À la télévision, il participe fréquemment à des séries comme Les Cinq Dernières Minutes, Les Brigades du Tigre, Les Enquêtes du commissaire Maigret (avec Jean Richard) et joue dans de nombreux téléfilms, parmi lesquels La Princesse du rail.
A. Mestral est le père de Marie-Claude Mestral, actrice, et de Patrice Mestral, compositeur et chef d'orchestre. Parisien de cœur et d’esprit, il réside durant près de 50 ans dans le quartier du Montparnasse, rue Froidevaux (dans le 14e arrondissement). Il est un hôte assidu de Sainte-Maxime (Var) en sa villa de Beauvallon.
On lit souvent qu’il fut incinéré au cimetière du Père-Lachaise et que ses cendres ont été transportées à Grimaud, dans le Var (cette information provient du dictionnaire d’Yvan Foucart). Cependant, il possède bien une tombe - très modeste - au cimetière du Montparnasse (division 25), en face duquel il a vécu durant de très nombreuses années.

## Citation
« Je me souviens d'une opérette, au théâtre Bobino, dans laquelle jouaient les Frères Jacques, et Irène Hilda, Jacques Pills, Armand Mestral et Maryse Martin. Elle avait pour titre Les pieds nickelés. Armand Mestral y chantait Sur tous les chemins du monde. Il y en eut une autre, des années plus tard, également avec les Frères Jacques, qui s'appelait La Belle Arabelle;  peut-être dans celle-là, y avait-il aussi Armand Mestral. » Georges Perec, Je me souviens, 1978.

## Discographie partielle
- 1955 : Armand Mestral Chante Ses Premiers Succès (Philips ref : N 76 004 R)
- 1957 : Du Haut Du Sacré-Cœur (Philips ref : N 76 098 R)
- 1959 : Chansons De Toujours (Philips ref : B 76 009 R)
- 1963 : Noël En Chansons (Philips ref : P 10 180 R)
- 1964 : Chansons 1900 (Philips ref : P 77 021 L)
- 1967 : Palmarès Du Lyrique (Philips ref : P 70 390 L)

## Filmographie

### Cinéma
- 1945 : L'Extravagante Mission d'Henri Calef
- 1950 : Pipe chien d'Henri Verneuil - court métrage -
- 1950 : Au fil des ondes de Pierre Gautherin - Il interprète une chanson
- 1950 : L'Homme de la Jamaïque de Maurice de Canonge - Uniquement chanteur
- 1952 : Soyez les bienvenus de Pierre Louis
- 1953 : La rafle est pour ce soir de Maurice Dekobra, Robert Bertoli dit Bébert le Balafré
- 1953 : Lettre ouverte d'Alex Joffé - Uniquement chanteur
- 1953 : Tabor de Georges Péclet
- 1954 : Tournant dangereux de Robert Bibal
- 1954 : Napoléon de Sacha Guitry
- 1954 : Pas de coup dur pour Johnny d'Émile Roussel
- 1955 : Gervaise de René Clément
- 1955 : Trente-trois petits tours et puis s'en vont d'Henri Champetier - court métrage -
- 1957 : L'Étrange Monsieur Steve de Raymond Bailly
- 1957 : Paris clandestin de Walter Kapps
- 1957 : La Fille de feu d'Alfred Rode
- 1958 : Enigme aux Folies-Bergère de Jean Mitry
- 1958 : Amour, autocar et boîtes de nuit de Walter Kapps
- 1959 : Les Amants de demain de Marcel Blistène
- 1959 : Tentations - (Un mundo para mi) de José Antonio de la Loma et Louis Duchesne
- 1959 : Je ne suis plus une enfant (Non sono piu guaglione) de Domenico Paolella
- 1960 : Vive Henri IV, vive l'amour de Claude Autant-Lara
- 1961 : Le Tracassin ou Les Plaisirs de la ville d'Alex Joffé
- 1961 : Capitaine Morgan - (Morgan il pirata) d'André de Toth et Primo Zeglio
- 1961 : Les Révoltées de l'Albatros - (L'ammutinamento) de Silvio Amadio
- 1962 : Mandrin, bandit gentilhomme de Jean-Paul Le Chanois
- 1962 : Seul contre sept - (Duello nella sila) d'Umberto Lenzi
- 1962 : Miracle à Cupertino (The Reluctant Saint) d'Edward Dmytryk
- 1963 : Chair de poule de Julien Duvivier
- 1963 : La Chaste Suzanne - (La casta Suzanna) de Luis-César Amadori
- 1963 : Merlin l'Enchanteur - (The sword and the stone) de Wolfgang Reitherman, - dessin animé, voix -
- 1964 : Deux jours à vivre (de) - (Begegnung in Salzburg) de Max Friedmann
- 1966 : Le vicomte règle ses comptes de Maurice Cloche
- 1966 : Les Centurions - (Lost command) de Mark Robson
- 1966 : Vacances à la Riviera (en) (That Riviera Touch) de Cliff Owen
- 1966 : Surcouf, le tigre des sept mers (Surcouf, l'eroe dei sette mari) de Sergio Bergonzelli et Roy Rowland
- 1966 : Tonnerre sur l'océan Indien (Il grande colpo di Surcouf) de Sergio Bergonzelli et Roy Rowland
- 1968 : Les Hommes de Las Vegas d'Antonio Isasi Isasmendi
- 1969 : La Bande à Bonnot de Philippe Fourastié
- 1969 : Mon oncle Benjamin d'Édouard Molinaro
- 1971 : Un capitaine de quinze ans - (Un capitan de quince anos) de Jesús Franco
- 1972 : Le Gang des otages d'Édouard Molinaro : Le commissaire Crenoy
- 1972 : The Day the Clown Cried de Jerry Lewis (inachevé)
- 1972 : Deux hommes dans la ville de José Giovanni
- 1974 : Un capitaine de quinze ans (Un capitán de quince años) : Harris
- 1975 : Deux imbéciles heureux d'Edmond Freess
- 1982 : Le Grand Pardon d'Alexandre Arcady
- 1982 : Les Misérables de Robert Hossein
- 1982 : Les Malheurs de Heidi de Robert Taylor : le grand-père
- 1989 : Suivez cet avion de Patrice Ambard
- 1992 : Le Grand Pardon 2 d'Alexandre Arcady
- 1992 : Les Mamies d'Annick Lanoë

### Télévision
- 1958 : Les Cinq Dernières Minutes, épisode Les Cheveux en quatre de Claude Loursais : Maurice Gerzat
- 1960 : Les Cinq Dernières Minutes, épisode Le Dessus des cartes de Claude Loursais : Bernard Haubourdin
- 1967 : La Princesse du rail d'Henri Spade et Juliette Saint-Giniez (feuilleton) : Chambon
- 1970 : Les Enquêtes du commissaire Maigret de Claude Barma, épisode : Maigret : Amadieu
- 1970 : Au théâtre ce soir : La Brune que voilà de Robert Lamoureux, mise en scène Robert Thomas, réalisation Pierre Sabbagh, Théâtre Marigny
- 1972 : Mandrin de Philippe Fourastié (mini-série) : Bonneville
- 1976 : Les Brigades du Tigre, épisode Le cas Valentin de Victor Vicas : Arnaudy
- 1977 : Fachoda, la mission Marchand de Roger Kahane : Camille Chautemps
- 1977 : Un juge, un flic de Denys de La Patellière, première saison (1977), épisode : Les Drogueurs
- 1978 : Messieurs les jurés : L'Affaire Moret d'André Michel
- 1979 : Les Cinq Dernières Minutes, épisode Mort à la criée de Claire Jortner : Robert
- 1980 : Au théâtre ce soir : Hold-Up de Jean Stuart, mise en scène Michel Vocoret, réalisation Pierre Sabbagh, Théâtre Marigny
- 1981 : Nana de Maurice Cazeneuve : Mignon
- 1982 : Les Cinq Dernières Minutes, épisode L'Impasse des brouillards de Claude Loursais : Jacques Gaucher
- 1982 : Les Enquêtes du commissaire Maigret, épisode Maigret et les Braves Gens de Jean-Jacques Goron : René Josselin
- 1983 : La Veuve rouge d'Édouard Molinaro (téléfilm) : l'inconnu de la police secrète
- 1984 : L'Homme de Suez de Christian-Jaque (mini-série) : Napoléon III
- 1988 : Les Enquêtes du commissaire Maigret, épisode La Vieille Dame de Bayeux de Philippe Laïk

## Théâtre
- 1946 : Chanson Gitane, opérette de Maurice Yvain, avec André Dassary, Théâtre de la Gaité-Lyrique
- 1964 : Le Marchand de cercueils, Les Yeux de 18 ans de Jean Schlumberger, mise en scène Jean-Paul Cisife, Théâtre des Mathurins
- 1972 : Une si belle amitié de Raymond Gerbal, mise en scène de l'auteur, Théâtre Romain Rolland Villejuif
- 1973 : Dom Juan de Molière, mise en scène Régis Anders, Festival d'Orge
- 1974 : Ubu à l'Opéra d'après Alfred Jarry, mise en scène Georges Wilson, Festival d'Avignon
- 1974 : L'Opéra de quat'sous de Bertolt Brecht, mise en scène Guy Rétoré, Théâtre de l'Est parisien
- 1977 : Le Cours Peyol d'Étienne Rebaudengo, mise en scène Daniel Gélin, Théâtre de l'Œuvre
- 1987 : L'Affaire du courrier de Lyon d'Alain Decaux et Robert Hossein, mise en scène Robert Hossein, Palais des congrès de Paris
- 1989 : Point de feu sans fumée de Julien Vartet, mise en scène Jean-Paul Tribout, théâtre Édouard VII

## Salons
- Salon des artistes indépendants normands, Rouen, 1981 (invité d'honneur)[3].